# 福澤侑
福澤 侑（ふくざわ ゆう、1995年10月19日 - ）は、日本の俳優・アーティスト・ダンサー・振付師・演出家・プロデューサー。愛知県名古屋市出身。

## 略歴
3歳からダンスを始め、子役としてミュージカルなどに出演し活動していた。小学生のころ、親が劇団四季のミュージカル『ライオンキング』のオーディションに応募し、ヤングシンバ役で合格する。初日のステージに立った瞬間、「自分は一生ステージでパフォーマンスをしていくんだろうな」と確信したという。しかし芝居からは離れ、ダンスの道に進む。 2010年から2011年の間、BOYS AND MENのメンバーとして活動。2013年には24時間テレビで行われたダンス甲子園にてNO LUCKというグループのリーダーとして出場し優勝。
2014年にはEXILE PERFORMER BATTLE AUDITIONを受ける。
その後ライジングプロダクション所属となり、『*ASTERISK Goodbye,Snow White 新釈 白雪姫』、『こちら葛飾区亀有公園前派出所』、『チア男子!!』などの舞台に出演、同事務所のユニット・Leadがプロデュースするカフェのスタッフなど多岐にわたる活動を行う。Leadの楽曲においては「GAME」の振付を担当。
2017年、6月にボーカル5人バンドメンバー4人のグループとしてメジャーデビュー。デビューに先駆けて事務所主催のライジングプロダクションに所属する男性アーティストのみ出演のイベントにてグループお披露目をしデビュー曲初パフォーマンスを行なった。10月29日以降、福澤は表舞台に出なくなり全ての出演イベントやライブを欠席。福澤以外のメンバーでグループ活動が行われるようになる。12月31日付けで一身上の都合によりライジングプロダクションとの契約を終了したことが事務所より発表された。契約終了に伴いグループも脱退。
2019年、オーディションで選抜された18人の“若きサムライ”がチームに分かれて公演を行うプロジェクトKYOTO SAMURAI BOYSにてteam椿のリーダーとして活動。京都にかまえた専用劇場にて公演を行っていた。新型コロナウイルスの影響により2020年5月より無期限活動休止したが、2022年3月に復活し、公演を行った。約2年ぶりとなった公演は、メンバーの今後の飛躍・発展を胸に巣立つ公演として東京都池袋にある劇場にて開催された。 
2021年佐藤流司、spi、心之介らと音楽パフォーマンスユニットZIPANG OPERAを結成し活動中。

## 出演

### 舞台・ミュージカル
- ライオン・キング（劇団四季、2005年 - 2006年） - ヤング・シンバ 役
- ストレートドライブ!（2010年 - 2011年）
- *ASTERISK Goodbye,Snow White 新釈 白雪姫（2016年）
- こちら葛飾区亀有公園前派出所（2016年9月9日 - 9月25日、AiiA 2.5 Theater Tokyo 他） - SATOSHI 役[8][9][10]
- Live Performance Stage『チア男子!!』（2016年12月9日 - 12月18日、AiiA 2.5 Theater Tokyo） - 長谷川弦 役[11]
- KYOTO SAMURAI BOYS（2019年）- チーム椿リーダー侍号10
  - KYOTO SAMURAI BOYS 東京見参〜天〜(2022年3月25日 - 4月3日、Mixalive TOKYO Theater mixa)
- ハイパープロジェクション演劇『ハイキュー!!』"東京の陣"（2019年4月5日 - 5月6日、TOKYO DOME CITY HALL 他） - 大将優 役[12]
- SEPT presents 『シンデレイル』（2019年11月6日 - 10日、シアターサンモール）- 主演 ともき 役[13]
- RADICAL PARTY -7ORDER- （2019年12月27日 - 2020年1月19日、TBS赤坂ACTシアター 他） - ワック 役[14]
- 「STAGE FES 2019-2020」（2019年12月31日、大宮ソニックシティ 大ホール） - KYOTO SAMURAI BOYS[15][16]
- KING OF DANCE（2020年7月16日 - 8月9日、ヒューリックホール東京 他） - D2 役[17][18]
- ハイパープロジェクション演劇『ハイキュー!!』"ゴミ捨て場の決戦"（2020年10月31日 - 12月13日、TOKYO DOME CITY HALL 他） - 大将優 役[19]
- ミュージカル「黒執事」〜寄宿学校の秘密〜（2021年3月5日 - 4月4日、天王洲 銀河劇場 他） - チェスロック 役[20]
- 「バクマン。」THE STAGE（2021年10月8日 - 10月31日、天王洲 銀河劇場 他） - 平丸一也 役[21] [22]
- 『ヒプノシスマイク-Division Rap Battle-』Rule the Stage  - 有馬正弦 役
  - 『ヒプノシスマイク-Division Rap Battle-』 Rule the Stage -track.5-（2022年1月7日 - 9日、メルパルクホール大阪 / 1月27日 - 2月6日、TOKYO DOME CITY HALL）- 有馬正弦 役[23]
  - 『ヒプノシスマイク-Division Rap Battle-』Rule the Stage《Rep LIVE side F.P》（2022年7月22日、Zepp Sapporo）＜日替わりゲスト＞ - 有馬正弦　役[24]
  - 『ヒプノシスマイク-Division Rap Battle-』Rule the Stage -Rep LIVE- side Rule the Stage Original（2023年8月9日 - 13日、品川プリンスホテル ステラボール) -有馬正弦 役
  - 『ヒプノシスマイク-Division Rap Battle-』Rule the Stage -Battle of Pride 2023-（2023年9月3日、大阪城ホール / 9月7日 - 10日、ぴあアリーナMM）
- REAL RPG STAGE「ETERNAL2」-荒野に燃ゆる正義-（2022年7月30日 - 8月4日、東京ガーデンシアター） - イムラン 役[25]
- 朗読劇「カラフル」（2022年10月26日 - 10月29日、シアターGロッソ）- 主演 小林真 役
- 「進撃の巨人」-the Musical- - ジャン・キルシュタイン 役[26]
  - 「進撃の巨人」-the Musical-（2023年1月7日 - 9日、オリックス劇場 / 1月14日 - 24日、日本青年館ホール）
  - 「進撃の巨人」-the Musical- 日本凱旋公演（2024年12月13日 - 2025年1月13日、TOKYO DOME CITY HALL 他）[27]
- 朗読劇 私の頭の中の消しゴム 14th Letter（2023年4月29日、よみうり大手町ホール）- 浩介 役
- Stray Cityシリーズ - 振付、ステージング・出演 ベンガル 役
  - 「Club キャッテリア」（2023年5月12日 - 21日、品川プリンスホテル ステラボール）[28]
  - 「Club ドーシャ」（2024年8月1日 - 12日、IMM THEATER / 8月15日 - 18日、サンケイホールブリーゼ）[29]
- ミュージカル「I’m donut ?」（2023年6月22日 - 7月9日、Theater Mixa） - 振付・出演 水也良 役
- リーディングシアター「アドレナリンの夜」（2023年9月26日、東京建物 Brillia HALL）[30]
- BREAK FREE STARS（2023年10月23日 - 11月5日、IHIステージアラウンド東京）[31]
- 舞台『ナナシ-第七特別死因処理課-』（2023年10月27日 - 11月5日、天王洲 銀河劇場）- 振付・出演 レイト 役[32]
- Experimental Theater「結合男子」（2024年5月7日 - 13日、日本青年館ホール / 5月17日 - 19日、COOL JAPAN PARK OSAKA WWホール） - 振付（REX）・出演 塩水流 一那 役[33]
- コブクロ JUKE BOX reading musical ”FAMILY”（7月18日、紀伊國屋サザンシアター TAKASHIMAYA）[34]
- 舞台『ハンドレッドノート〜暗闇に消えた月〜』（2024年10月3日 - 13日、品川プリンスホテル クラブeX） - 演出・振付(REX)・出演 月城咲人 役[35]
- 東洋空想世界『blue egoist』（2024年11月17日 - 12月1日、THEATER MILANO-Za / 12月6日 - 8日、オリックス劇場）[36]-振付・出演 烏人と呼ばれる者
- ミュージカル『刀剣乱舞』シリーズ - 笹貫 役
  - ミュージカル『刀剣乱舞』〜坂龍飛騰〜（2025年3月23日 - 30日、TOKYO DOME CITY HALL / 4月5日 - 26日、箕面市立文化芸能劇場 大ホール / 5月2日 - 11日、TOKYO DOME CITY HALL）[37]
  - ミュージカル『刀剣乱舞』目出度歌誉花舞 十周年祝賀祭（2025年7月29日・30日、東京ドーム）[38]
- Fantasy Musical『バースデー』（2025年6月20日 - 29日、品川プリンスホテル ステラボール）[39]-企画・演出・振付（REX）・出演 パプル役
- 剣劇『三國志演技〜曹魏』（2025年11月28日 - 12月7日、明治座） - 主演　曹操 役[40]

### テレビドラマ
- マネーの天使〜あなたのお金、取り戻します!〜 第6話（2016年、読売テレビ）
- KING OF DANCE（2020年4月11日- 、読売テレビ） - D2 役
- Clubキャッテリア〜ラグとラガ〜（2024年4月3日・10日、日本テレビ） - ベンガル 役[41]
- 奪われた僕たち（2024年4月12日 - 5月17日、毎日放送他） - 竹下壮一 役[42]
- ゴーストヤンキー（2024年4月19日 - 5月17日、毎日放送他） - 富野吾郎 役[43]
- 青春ミュージカルコメディ oddboys（2024年6月27日 - 8月29日、テレビ東京） - 長峰慎太郎 役[44]

### テレビ番組
- トラベラーズ・ハイ　ラスベガス編（2024年4月4日 - 、フジテレビ）[45]
- 〜企画プレゼンバラエティ〜これ採用っスカ?（2025年5月1日 - 21日〈予定〉、TBS）[46]

### テレビアニメ
- 妖怪学校の先生はじめました！（2025年、TOKYO MXほか） - たかはし暗 役[47]

### WEBドラマ
- ナナシ-第七特別死因処理課-（2023年）レイト 役[48]
  - ナナシ-第七特別死因処理課- シーズン2（2024年2月28日 - 3月20日）[49]

### WEB番組
- まさゆうの今なにしとん？（2020年5月3日-）
- 福澤侑のふわふわダンスレッスンwithキッズ　全4話（2024年3月23日 - 6月29日、シアターコンプレックスTOWN）[50]

### イベント・その他舞台
- ACTORS☆LEAGUE in Games
  - 2022（2022年5月2日、幕張イベントホール）[51]
  - 2023（2023年6月19日、日本武道館）[52]
  - 2024（2024年6月11日、幕張イベントホール）[53]
  - 2025（2025年6月10日、東京ガーデンシアター）[54]
- 「演劇ドラフトグランプリ」（2022年6月14日、日本武道館）[55]
- ACTORS☆LEAGUE in Baseball
  - 2022（2022年8月22日、東京ドーム）＜オープニングアクト＞ - ZIPANG OPERA [56]
  - 2023（2023年7月3日、東京ドーム）＜オープニングアクト＞ - ZIPANG OPERA [57]
  - 2025（2023年6月30日、明治神宮球場）マネージャー
- ACTORS☆LEAGUE in Basketball 2022（2022年10月11日、東京体育館）＜配信マルチアングル副音声＞
- ACTORS☆LEAGUE in Basketball 2023（2023年10月11日、東京体育館）＜配信マルチアングル副音声＞
- 「まさゆうの今なにしとん？」1st Anniversary Event（2023年9月17日、東京芸術センター天空劇場）[58]
- あくたーず☆りーぐ アートフェスタ in よみうりランド「フラワーパークでらんらんRUN」（2023年11月19日、らんらんホール）- ゲストアーティスト[59]
- 演劇ドラフトグランプリ 2023（2023年12月5日、日本武道館） -  劇団「一番星」[60]
- ACTORS☆LEAGUE in Dance(Producer:福澤侑)
  - 2024（2024年8月27日、有明アリーナ）[61]
  - 2025（2025年8月26日、国立代々木競技場 第一体育館）[62]
- 演劇ドラフトグランプリ スピンオフ企画
“一番星”結成LIVE「FIRST LAST SHINING RAY」（2024年9月24日 - 25日、豊洲PIT）
“一番星”解散LIVE「LAST LAST SHINING RAY」（2024年10月16日、LINE CUBE）[63]
- 「〜企画プレゼンバラエティ〜これ採用っスカ？」誰ですか？日曜日に大事なプレゼン会議を入れたのは！フェスと称した株主総会（2025年9月28日〈予定〉、東京ガーデンシアター）[64]
- ACTORS☆LEAGUE in Futsal（2025年10月7日、東京体育館）ユニコーン福澤

### ライブ
ZIPANG OPERA
- 『ZIPANG OPERA ACT ZERO ～暁の海～』（2021年6月17日 - 20日、東京国際フォーラム　ホールC）[65]
- 『ZIPANG OPERA 有観客&配信ライブ 〜風林火山〜』（2023年4月4日 - 7日、品川プリンスホテル ステラボール）
- OTOKOMAE フェス（2024年1月16日、国立代々木競技場 第一体育館）
- 『ZIPANG OPERA 1st Tour 2024 ～Rock Out～』（2024年6月8 - 30日、Zepp Osaka Bayside 他）[66]
- 『ZIPANG OPERA Live 2025 ～Ambition～』（2025年11月6日 Zepp Osaka Bayside、2025年11月10日 Zepp Haneda）

福澤侑
- Bimi Fes turn 1（2023年10月16日、Shibuya O-EAST）
- OTOKOMAE フェス（2024年1月17日、国立代々木競技場 第一体育館）
- Yuu Fukuzawa 1st Live「The Dark Parade」（2025年8月10日、NAGOYA CLUB QUATTRO／8月11日、UMEDA CLUB QUATTRO／8月21日、Zepp Shinjuku）[67]

### ラジオ番組
- 「福澤侑のNEXT STAGE with YUU」（2025年4月7日 -〈毎週月曜26:00〉、東海ラジオ）

## 振付、ステージング
- A.B.C-Z「ABC座2016 株式会社応援屋!! 〜OH&YEAH!!〜」（2016年）振付[69]
- AKB48「野蛮な求愛」（2017年）振付[69]
- 乃木坂46「Against」（2018年）振付[69]
- SOL（2019年）振付、演出[70]
- 永田崇人「愛を確かめるキスをしようぜ」（2019年）振付[71]
- 7ORDER
  - 7ORDER DIGITALSHOW「UNORDER」（2020年）振付[72]
  - 「Love shower」（2022年）振付[73]
  - 3周年感謝祭「燦参七拍子」（2022年）振付、演出[74]
- ミュージカル「刀剣乱舞」
  - にっかり青江単騎出陣（2021年4月27日-2022年10月12日、函館市民会館 大ホール他）振付、ステージング
  - 千子村正 蜻蛉切 双騎出陣 万の華うつす鏡（2023年11月26日-12月31日、IHIステージアラウンド東京）振付[75]
- 高野洸 2nd Live Tour『AT CITY』（2022年6月25日-7月24日、仙台ギグス 他）振付、ステージング（REX）
- WATWING
  - 「Honey, You! 」（2022年）振付[76]
  - WATWING TOUR 2022（2023年1月）振付、演出[77]
- 岡宮来夢 BOOK OPERA クルム童話『ケリナツス〜七匹目の仔山羊〜』（2023年12月7日 - 17日、Mixalive TOKYO Theater Mixa）振付
- 舞台『桃源暗鬼』（2024年2月17日 - 25日、天王洲 銀河劇場 / 2月29日 - 3月3日、梅田芸術劇場 シアター・ドラマシティ）振付[78]
- 迷宮歌劇『続・美少年探偵団』（2025年3月3日−9日、天王洲 銀河劇場）振付（REX）
- 舞台『Multi-Unit Apartment』（2025年8月1日-11日、品川プリンスホテル クラブeX）振付（REX）

## 書籍
- 福澤侑 1st写真集「You&」（2024年7月3日発売）[79]

## 作品

### シングル
配信
| リリース     | タイトル | 収録曲                                              |        |        |
| ------------ | -------- | --------------------------------------------------- | ------ | ------ |
| 2024年7月3日 | Y&       | 1. teleportation 2. freedom 3. SCIENTIST 4. Anymore | 1st EP | [ 80 ] |

#### アルバム
|     | リリース      | タイトル        | 収録曲 |        |
| --- | ------------- | --------------- | --- | ------ |
| 1st | 2025年8月20日 | The Dark Parade | 1. Dark Parade 2. freedom 3. Taste feat.YUKI（from MADKID) 4. D.N.D feat. Bimi 5. SCIENTIST 6. Anymore 7. RAID feat. Spi & Bimi 8. Selena feat. Spi 9. I swear 10. Now on feat. 阿部顕嵐 11. teleportation 12. Break | [ 81 ] |